# A Night in London
A Night in London è un album video dal vivo del cantautore e chitarrista britannico Mark Knopfler, pubblicato nel 1996 in formato VHS e nel 2003 in DVD.

## Tracce
1. Darling Pretty – 5:39
2. Walk of Life – 5:21
3. Imelda – 5:50
4. Father and Son – 3:23
5. Golden Heart – 4:53
6. Rüdiger – 7:17
7. Cannibals – 7:07
8. Je Suis Désolé – 7:23
9. Last Exit to Brooklyn – 2:16
10. Romeo and Juliet – 7:49
11. Done with Bonaparte – 5:08
12. A Night in Summer Long Ago – 5:46
13. Brothers in Arms – 8:30
14. Going Home: Theme of the Local Hero – 5:02
15. Are We in Trouble Now – 6:03
16. Gravy Train – 7:15

L'edizione in VHS comprende anche i brani Sultans of Swing e Money for Nothing.

## Formazione
- Mark Knopfler – voce e chitarra
- Richard Bennett – chitarra
- Guy Fletcher – tastiere e cori
- Jim Cox – tastiere e cori
- Glenn Worf – basso elettrico, contrabbasso e cori
- Chad Cromwell – batteria
- Paul Franklin – pedal steel guitar
- Sonny Landreth – chitarra
- Jools Holland – pianoforte
- Donal Lunny – bouzouki
- Liam O'Flynn – uilleann pipes
- Seán Keane – violino
- Máirtín O'Connor – fisarmonica
- Sonia Slany – violino
- Jules Singleton – violino
- Jocelyn Pook – viola
- Dinah Beamish – violoncello